# Adlullia puli
Adlullia puli är en fjärilsart som beskrevs av Alexander Schintlmeister 1994. Adlullia puli ingår i släktet Adlullia och familjen tofsspinnare. Inga underarter finns listade i Catalogue of Life.